# Pingvin (projektil)
Rb 12 Penguin protu-brodski je projektil norveškog proizvođača Kongsberg Defence & Aerospace, koji je ranih 1970-ih krenuo s razvojem protu-brodskog projektila kratkog i srednjeg dometa s infracrvenim navođenjem. To je ujedno bio i prvi projektil zapadne proizvodnje s infracrvenim navođenjem (do tog vremena koristile su se aktivne radarske tehnologije za navođenje projektila).
Sam projektil Pingvin u SAD-u nosi klasifikacijsku oznaku AGM-119.

## Korištenje
Rb 12 Penguin je kao protu-brodski projektil pokretan raketnim motorom. Sa 120 - 130 kg teškom bojnom glavom, projektil može raznijeti unutrašnjost broda koristeći se zakašnjelom fuzijom kao detonatorom.
Ovisno o platformi na koju se Pingvin montira, razlikujemo dvije inačice tog projektila:
- MK2 - ratni brodovi i vojni helikopteri,
- MK3 - Vojni lovci.

Za navođenje projektila može se koristiti više načina, i to - pulsirajući laser, pasivno infracrveno i radarsko navođenje.
Kao nasljednik Pingvina, od 2007. u ponudi je "Mornarički udarni projektil" (KDA). Noviji protu-brodski projektil ima mogućnost primjene GPS navigacije, koristi turbomlazni motor (za mnogo veće ciljeve; +150 km) te značajnije performanse pri upotrebi računala (veća snaga digitalne obrade signala).

## Primjena
Projektil je dizajniran da se može montirati na različite platforme, te se samim time može koristiti u više vojnih rodova (ratno zrakoplovstvo i ratna mornarica).
- Ratni brodovi
  - Raketna topovnjača i sl.

- Vojni helikopteri
  - Bell 412 SP
  - Kaman SH-2 Seasprite
  - Sikorsky S-70
  - Sikorsky SH-60 Seahawk
  - UH-60 Black Hawk
  - Westland Super Lynx

- Vojni avioni
  - F-16 Fighting Falcon

## Korisnici
- Australija

Projektili MK2 koriste se u Kraljevskoj australskoj mornarici (namijenjeni helikopterima).
- Brazil[1]

8 projektila MK2 koriste se u Brazilskoj mornarici (namijenjeni helikopterima).
- Grčka

Od 1980. projektili su u uporabi Grčke ratne mornarice.
- JAR

Projektili MK3 su u uporabi Južnoafričkog ratnog zrakoplovstva.
- Norveška

Projektili MK2 su u uporabi Kraljevske norveške mornarice od 1972., dok su projektili MK3 u uporabi Kraljevskog norveškog ratnog zrakoplovstva od 1989.
- SAD

Od 1994. projektili su u uporabi Američke ratne mornarice (pod nazivom AGM-119).
- Španjolska

Od 2003. projektili su u uporabi Španjolske ratne mornarice.
- Švedska

Od 1980. projektili su u uporabi Švedske ratne mornarice.
- Turska

Od 1972. projektili su u uporabi Turskeratne mornarice.

## Vanjske poveznice
- Službena stranica proizvođača projektila (KDA)  Arhivirana inačica izvorne stranice od 17. prosinca 2007. (Wayback Machine)
- Video snimka ispaljivanja MK2 projektila na testiranju u Norveškoj
- South African Air Force Mirage F1AZ armed with Penguin Missiles